# Escultura del Museo del Prado

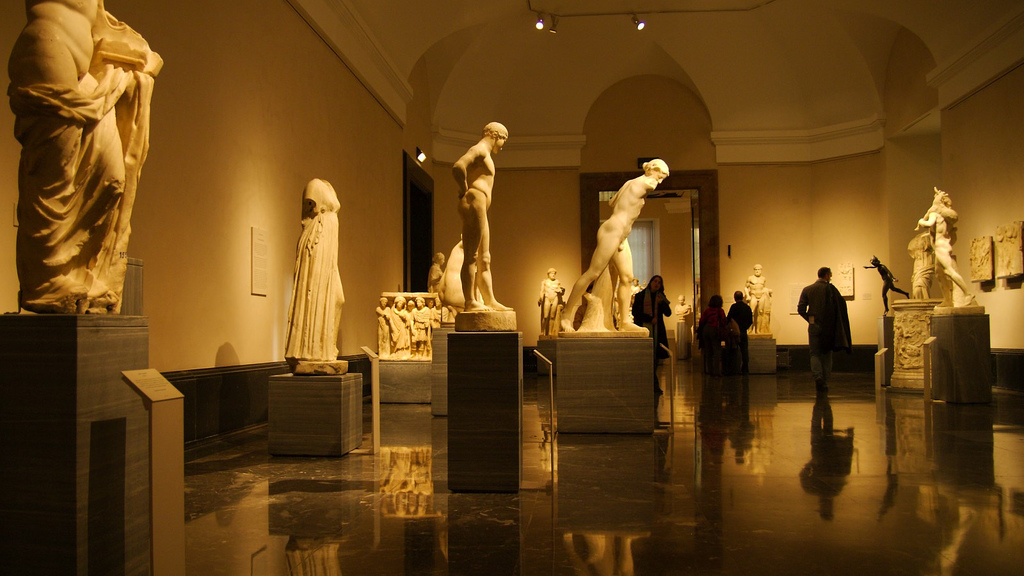
Vista de la sala 72, dedicada a la escultura greco-romana.

La colección de escultura del Museo del Prado comprende alrededor de 950 obras, aparte de casi 200 fragmentos escultóricos. Aunque la base de la sección de escultura del Museo fue la Colección Real, también ha habido diversas compras, adscripciones, legados y donaciones. Entre estas últimas destaca la de siete esculturas antiguas realizada en 1943 por el mexicano Marius de Zayas «como tributo de su familia a la Madre Patria», y la efectuada en 2000 por el pintor chileno Claudio Bravo, consistente en diecinueve esculturas greco-romanas. En cuanto a la escultura del siglo XIX procede en su mayor parte del extinto Museo de Arte Moderno, cuyos fondos decimonónicos pasaron al Prado tras su supresión en 1971.

## Historia

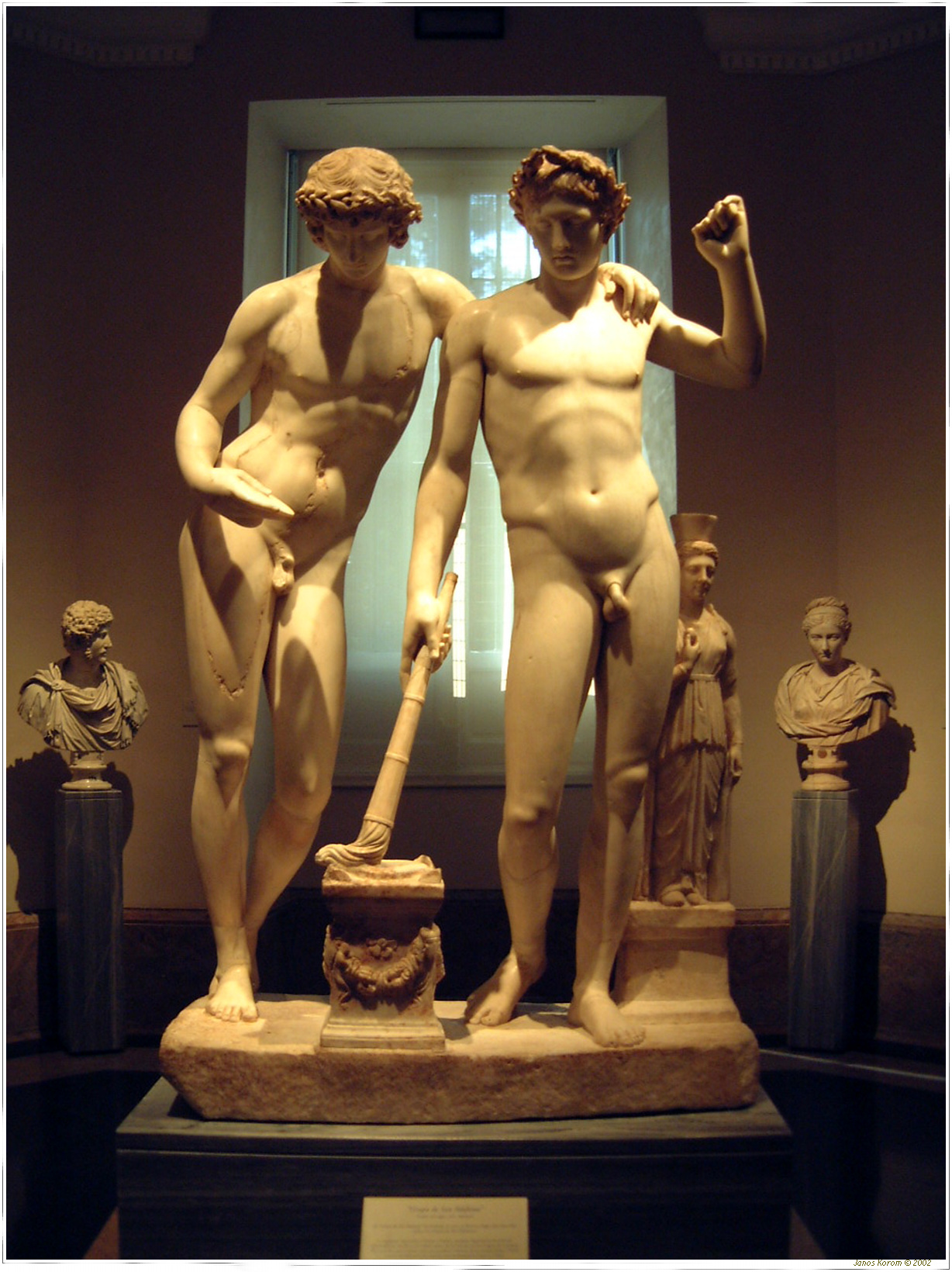
La Ofrenda de Orestes y Pílades, o Grupo de San Ildefonso, obra romana de la escuela de Pasiteles de hacia 10 a. C.

Las primeras esculturas que se expusieron en el Museo, que entonces aún conservaba su denominación inicial de Real Museo de Pinturas, fueron la pareja Carlos IV, sedente, de Ramón Barba y María Luisa de Parma, sedente, de José Álvarez Cubero, que fueron mostradas al público entre el 22 de enero y el 5 de febrero de 1827.
Hacia 1830 el duque de Híjar y su asesor de cámara, Valeriano Salvatierra, habilitaron una zona en la planta baja del Museo dedicada a exponer las colecciones de escultura procedentes de la Real Academia de Bellas Artes de San Fernando y de los Reales Sitios, como el Palacio de La Granja de San Ildefonso (Segovia). Incluía piezas del Antiguo Egipto, Antigua Grecia, Imperio romano, Renacimiento, Barroco, siglo XVIII y siglo XIX.
La reina Isabel de Farnesio, de origen italiano (Elisabetta Farnese), era gran aficionada a la escultura, especialmente a la de su país natal. Ella y su esposo, el rey Felipe V, adquirieron en 1724 casi todas las obras (excepto los bustos que entonces se tenía por modernos y algunas otras piezas) de la colección de escultura que había pertenecido a la reina Cristina de Suecia, una de las mejores que se formaron en Roma en la segunda mitad del siglo XVII. Cuatro años más tarde fue complementada con la adquisición a Catalina de Haro y Guzmán, duquesa consorte de Alba e hija y heredera universal del VII marqués del Carpio, de las ciento noventa y siete piezas escultóricas que poseía de la colección que su padre había formado en Roma (el conjunto reunido por el marqués era más amplio, pero parte de él se había dispersado con la almoneda que su hija había celebrado en 1689). Las obras, que ingresaron íntegramente en la colección de Felipe V, comprendían veintisiete esculturas de cuerpo entero, sesenta y tres cabezas y bustos y diecinueve bajorrelieves, además de ochenta y ocho piezas varias: veinticuatro adornos de chimenea, jarrones de pórfido, columnas, pedestales, doseles, conchas y asientos de fuentes. Ambas colecciones fueron utilizadas para decorar el recién construido Palacio de La Granja, pasando en 1830 gran número de ellas al Prado. Además, la reina ordenó su compatriota, el abad Eutichio Ajello e Liscari, realizar dibujos al natural de la colección escultórica, lo que quedó consagrado en el Cuaderno de Ajello, propiedad del Museo desde 1835.
En 1801 el coleccionista José Nicolás de Azara donó las cincuenta y dos esculturas que restaban en su poder al rey Carlos IV. Dieciséis bustos fueron instalados en 1824 en la «deciséptima pieza, titulada galería» de la Real Casa del Labrador de Aranjuez, mientras que las treinta y seis piezas que sobraron se enviaron ese mismo año al Museo Real. Aunque se realizaron posteriormente varios intentos para conseguir el traslado de dichos bustos al Museo, fueron todos infructuosos.
En 1862 el arqueólogo alemán Emil Hübner publicó en Berlín el primer catálogo de la escultura antigua del museo, Die antiken Bildwerke in Madrid.

## Colecciones

### Escultura grecorromana

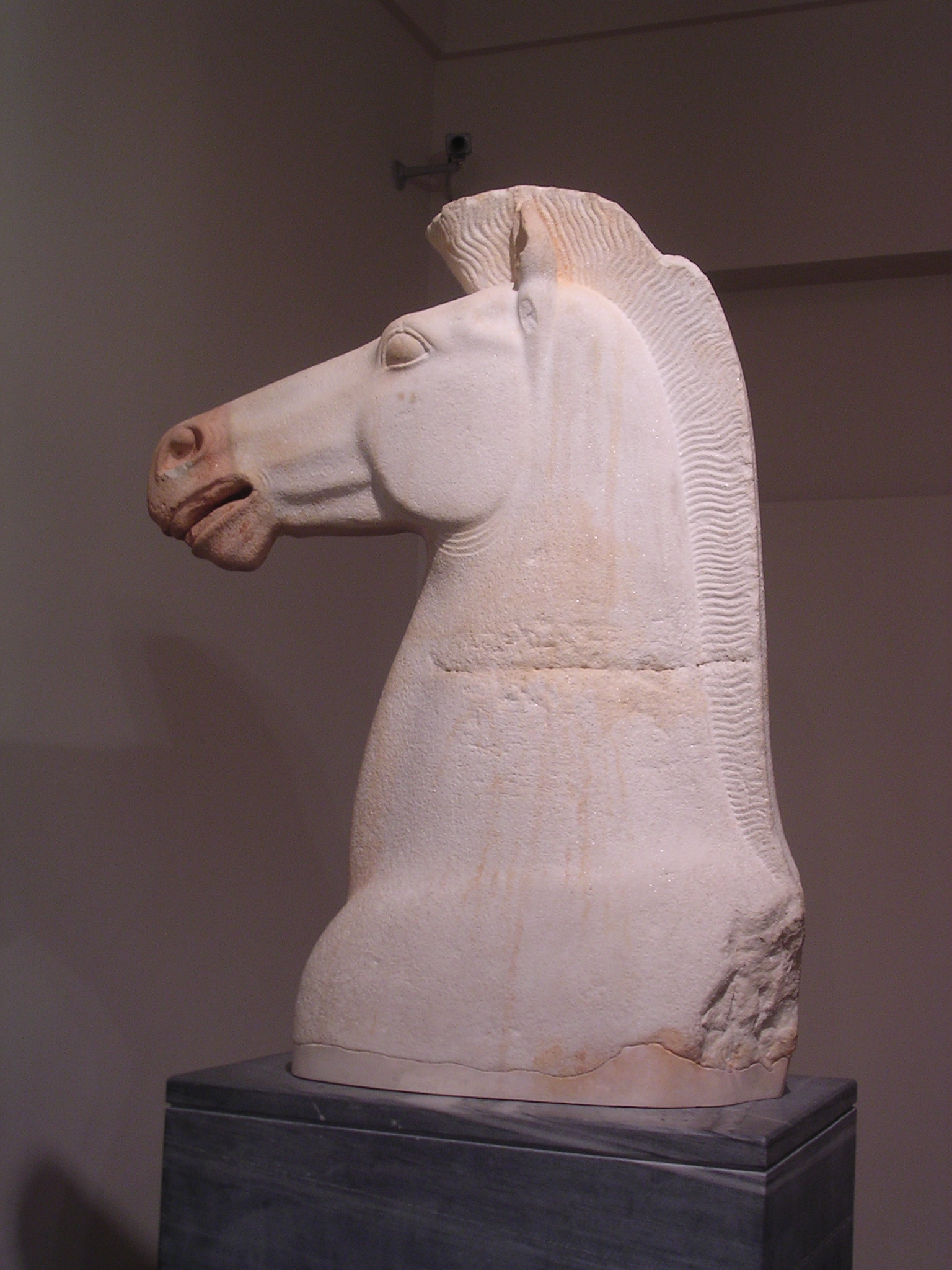
Cabeza de un caballo, mármol original griego del periodo arcaico, c. 515 a. C. (donación de Marius de Zayas).

La escultura griega se representa por autores como Fidias, Mirón, Policleto, Lisipo y Escopas, en versiones romanas de los originales perdidos, aunque también hay un pequeño número de esculturas griegas originales, entre las que destacan una Cabeza de caballo en mármol de c. 515 a. C. y una cabeza monumental de bronce de Demetrio I Poliorcetes de c. 307 a. C. Entre las copias romanas sobresale la del Diadúmeno de Policleto, una de las mejores y más completas de las que se conservan.
La escultura romana, además de las copias griegas, comprende algunas obras originales, como la Apoteosis de Claudio o la Ofrenda de Orestes y Pílades (Grupo de San Ildefonso).

### Renacimiento y Manierismo
La sección de escultura renacentista está dominada por las figuras de Leone Leoni y su hijo Pompeo, artistas italianos que trabajaron en España al servicio de Carlos I y Felipe II. En la amplia colección de sus obras figura el famoso grupo broncíneo Carlos V y el Furor, que preside la rotonda alta de Goya, considerado la más importante escultura moderna de la colección del museo. También hay piezas de otros escultores transalpinos del XVI, como Giovanni Angelo Montorsoli (Carlos V, busto en mármol blanco a tamaño natural), y Giovanni Bandini, del que el Prado posee La caza de Meleagro, grupo en bronce dorado de 1583-1584. Asimismo, el museo cuenta con un Apolo manierista atribuido a Silvio Cosini, una Venus de Bartolomeo Ammannati, un relieve de Giambologna y un busto en bronce de Felipe II atribuido al flamenco Jacob (o Jacques) Jonghelinck.
Hay que señalar también las dos pequeñas esculturas representando el mito de Epimeteo y Pandora, obras excepcionales al ser de los pocos ejemplos conservados del quehacer escultórico de El Greco.

### SigloXIX

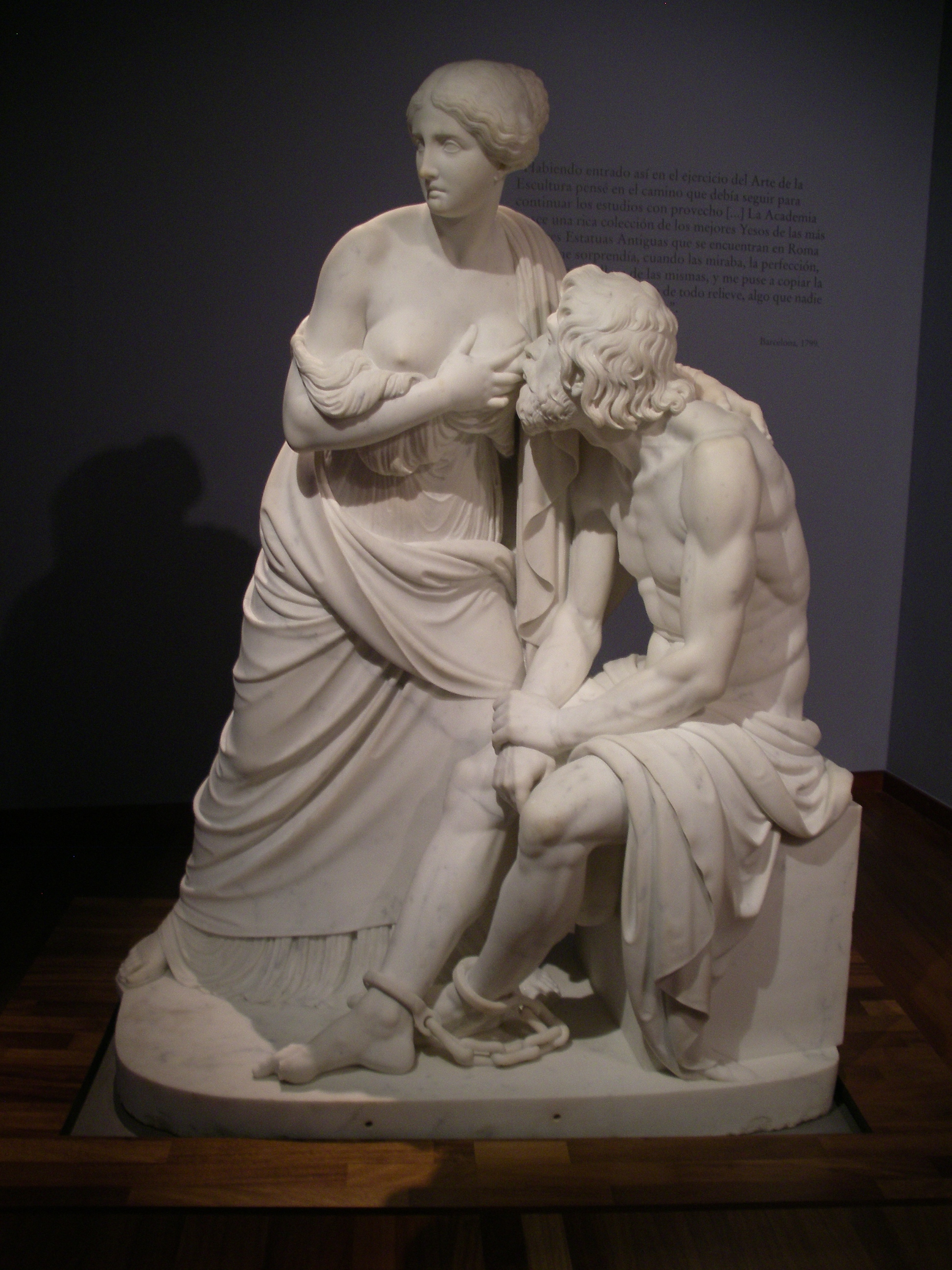
La Caridad romana, por Antonio Solá, 1851.

Entre los artistas representados figuran José Álvarez Cubero, Ramón Barba, José Ginés, Antonio Solá, los hermanos Venancio y Agapito Vallmitjana, José Llimona, Jerónimo Suñol, Agustín Querol y Mariano Benlliure.
Las obras de escultores extranjeros son escasas. Entre las italianas están El pintor Mariano Fortuny y Marsal, busto realizado en bronce por la fonderie Barbedienne de París a partir de una terracota de Vincenzo Gemito, y dos esculturas antes atribuidas a Antonio Canova, Venus y Marte, ahora adjudicada a su círculo, y Hebe, que actualmente se considera realizada por su más brillante discípulo, Adamo Tadolini, copiando un original del maestro. Pero es especialmente destacable el busto Isabel II, velada, la obra cumbre de Camillo Torreggiani, que esculpió asimismo el pedestal. Se trata de un alarde de virtuosismo técnico, en la línea de las figuras veladas que en el siglo anterior ejecutara el también italiano Antonio Corradini.
De Fortuny hay asimismo otro busto, en barro cocido, modelado por su amigo el francés Prosper d'Épinay. También posee el museo una escultura de Hermes, tradicionalmente considerada de la mano del danés Bertel Thorvaldsen y hoy asignada a su taller, una Alegoría de la danza, tenida antes por obra del francés Albert-Ernest Carrier-Belleuse y actualmente adscrita a su círculo, legada en 1959 por María Josefa Barrios Aparicio, marquesa de Vistabella, y por último una reducción de Amor y Psiquis, la obra más destacada del escultor sueco Johan Tobias Sergel, ejecutada por el propio maestro con la colaboración de su taller.
Por otra parte hay, pero sin exponer, cinco piezas de Ponciano Ponzano, cuatro de Miguel Blay, dos de Eduardo Barrón, y sendos mármoles del irlandés John Henry Foley, Sir Charles Bennet Lawes Witteronge como Mercurio, adquirido en 1988, y el italiano Antonio Tantardini, Dos principitos en la cuna, legado en 1884 por Mª Josefa de la Cerda y Palafox, condesa viuda de Oñate.

## Galería

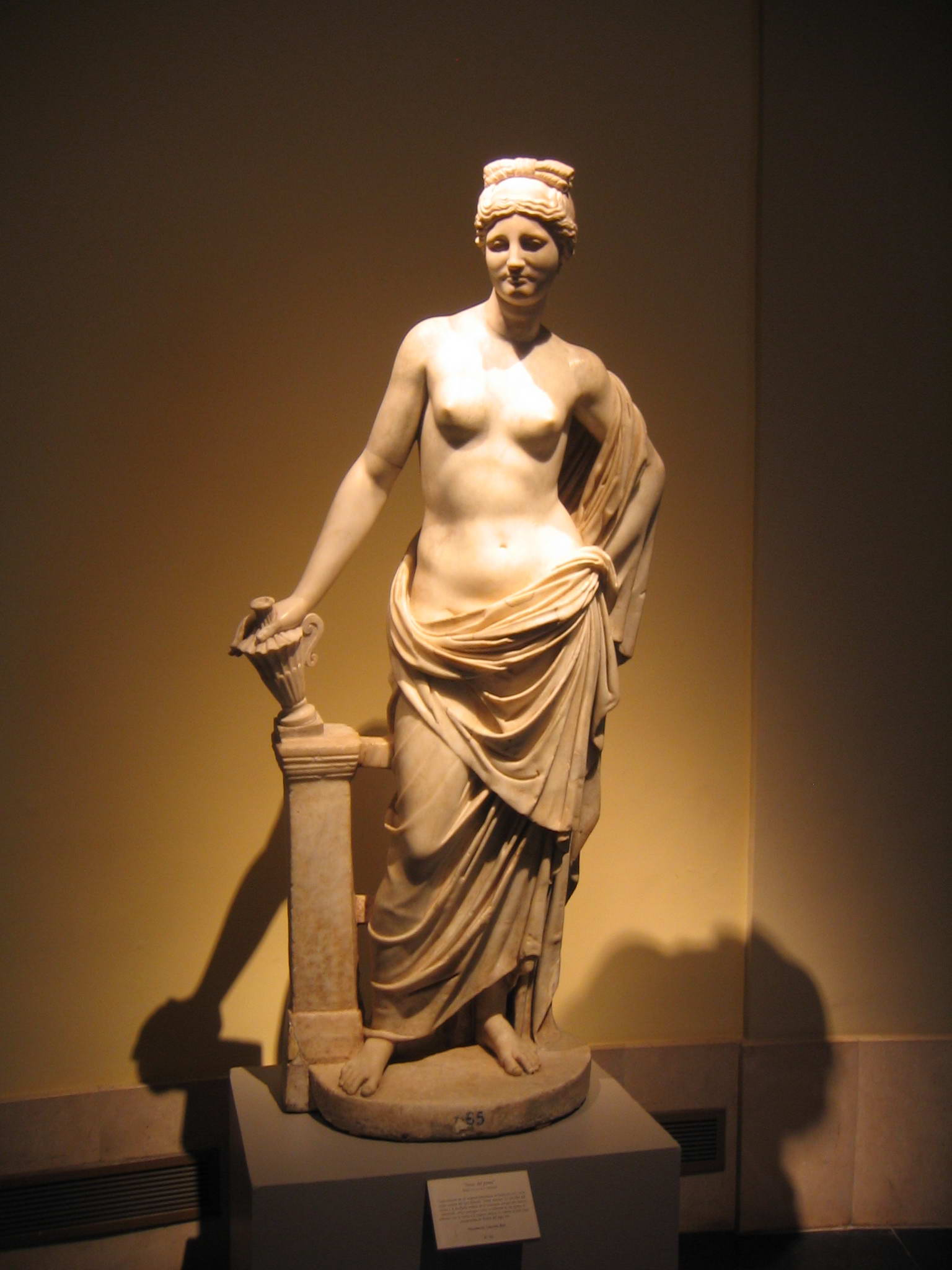
La Venus del Pomo, obra romana de hacia 100-110 d. C., copiando un original helenístico de alrededor de 150 a. C.
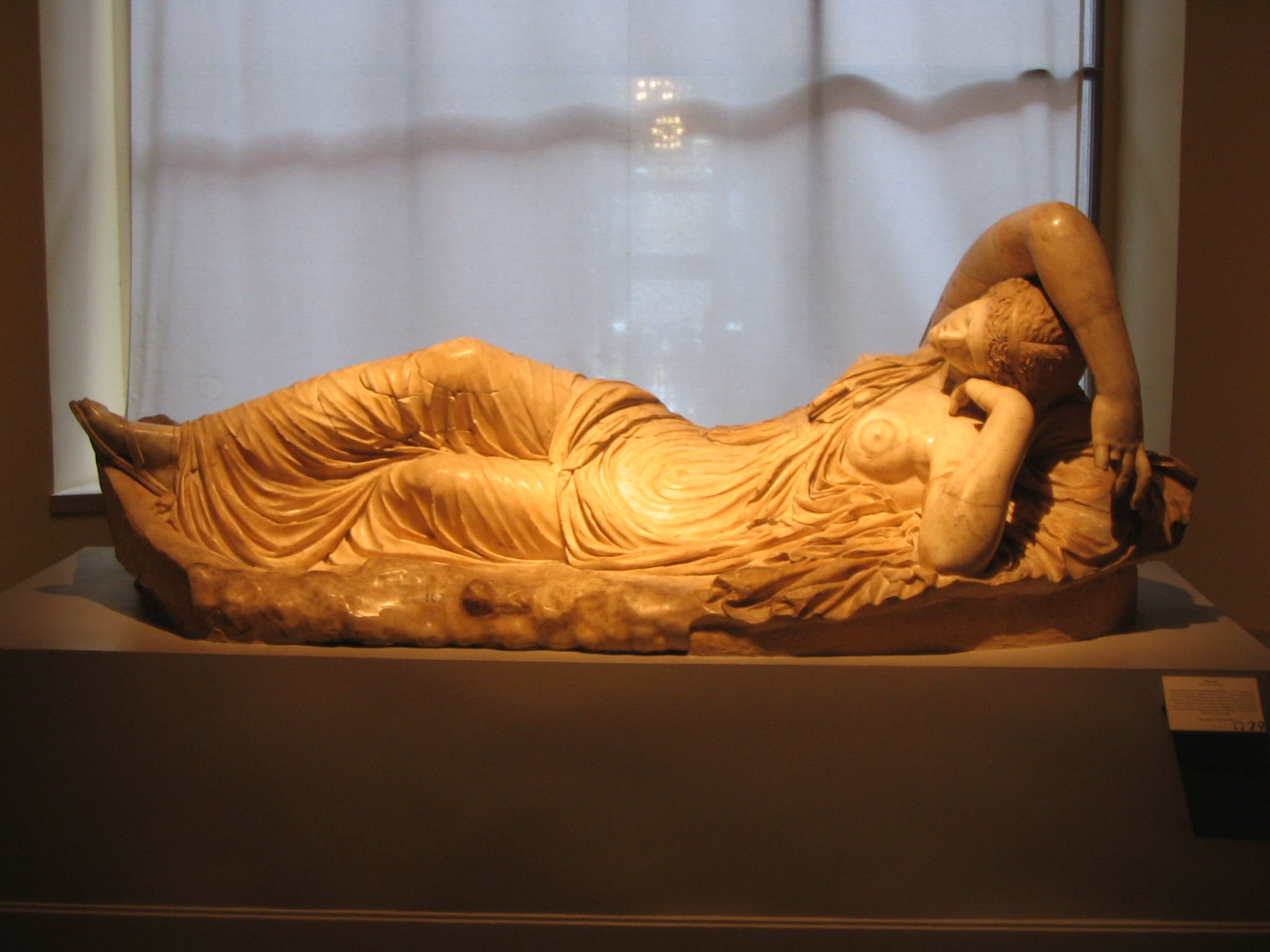
Ariadna dormida, copia romana de la segunda mitad del II d. C. de un original griego del II a. C.
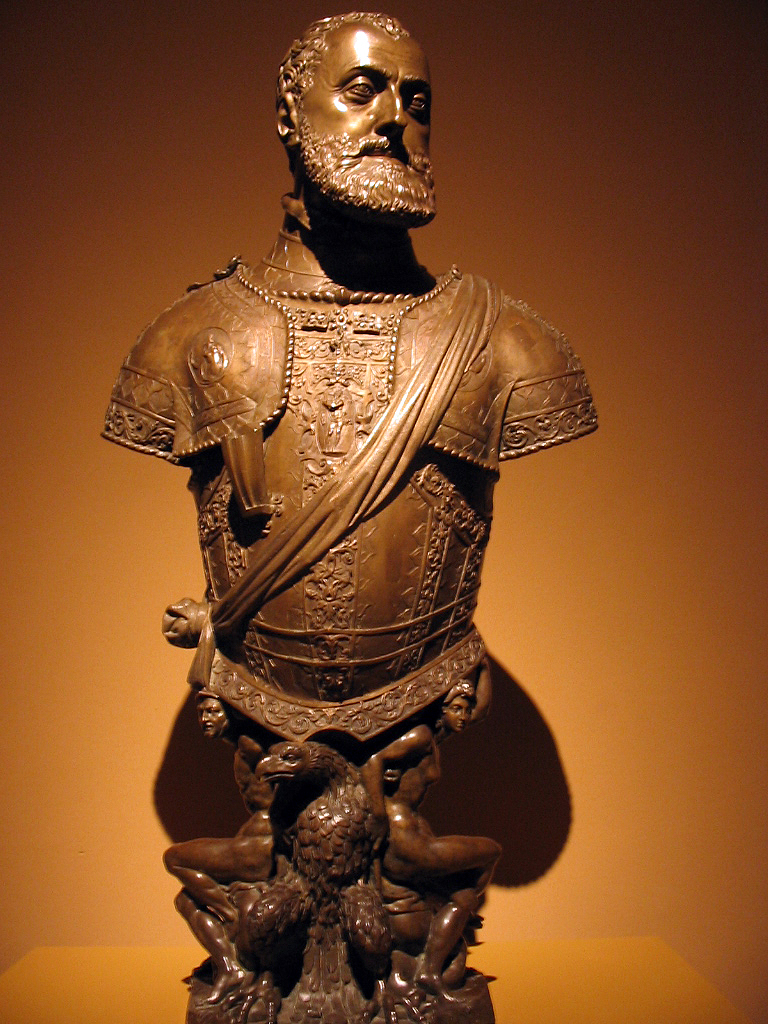
Busto de Carlos V por Leone Leoni, bronce, c. 1553.